# Британська експедиція до Тибету

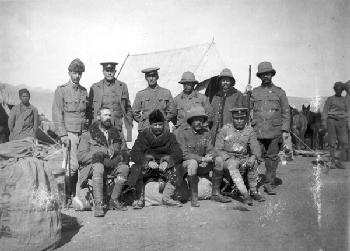
Френсіс Янгхазбенд та його соратники на шляху до Лхаси, столиці Тибету (1904)

Британська експедиція в Тибет (також Британське вторгнення в Тибет) — акт колоніальної агресії Британської імперії щодо Тибету в 1903–1904 роках. Була найбільшою військовою експедицією останнього етапу «Великої Гри» — інтенсивного колоніального та політичного суперництва між Російською та Британською імперіями упродовж XIX-XX століть, здійснена однією з країн-учасниць. Інтервенція здійснювалась за допомогою Британської індійської армії.

## Передумови
Посилення британського впливу в гімалайських державах (Непалі, Бутані та Сіккімі) у першій половині XIX століття призвело до більш тісних відносин між Індією й Тибетом. 1886 року лорд Деферінг спорядив у Тибет торгову експедицію Кольмана Макколея, яка, однак, не виходила за межі Сиккіму й на вимогу маньчжурів була змушена повернутись до Індії. Така поступливість підбадьорила тибетців, які зайняли своїми військами Сиккім та дозволили набіги на британську територію. 1888 року було споряджено військову експедицію, яка завдала тибетцям поразки та відкинула їх до долини Чембі. 1890 в Калькутті було підписано британо-цінську угоду про Сіккім і Тибет, за якою визнавався британський протекторат над Сіккімом, а британським підданим дозволялось торгувати в Тибеті. Тибетці, однак, створювали перешкоди торгівлі з Індією, накладаючи на купців свавільні податки.
Приблизно у той же час, після встановлення контролю над Середньою Азією, кордони Російської імперії впритул підійшли до Східного Туркестану, рівнини якого впритул прилягали до Тибету. Більше того, в останній чверті XIX століття в регіоні активізувалась діяльність російських дослідників. Британці були занепокоєні тим фактом, що однією з найактивніших фігур тибетського уряду став виходець з Росії Агван Доржієв. Значимість цієї присутності видавалась за «шпигунство» пробританськи налаштованими дослідниками Тибету Екай Кавагуті й Сарат Чандра Дасом. У той період мали місце тривожні для британців російські експедиції Пржевальського та Козлова на тибетські околиці, а також Цибікова й Норзунова до Лхаси.
Тибет був замкнутою через важко доступність спільнотою, життя якої базувалась на буддистських цінностях. Реальна влада належала буддистському духовенству. Тибет був залежною державою від імперії Цин, яка сама перетворилась на об'єкт колоніальної експансії Заходу. У той період Тибет виявився буфером між трьома державами: Російською і Британською імперіями, та послабленою, але густонаселеною імперією Цин.

## Кульмінація конфлікту

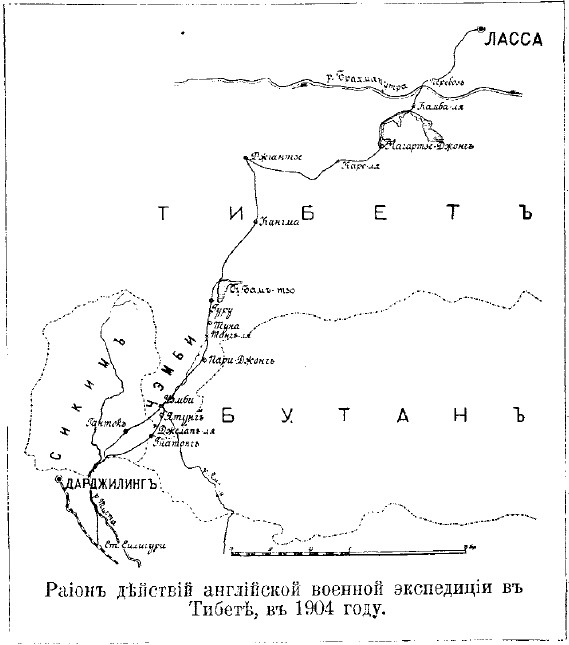
Шлях британської експедиції

1901 року віце-король Індії лорд Керзон спробував вступити до перемовин з Далай-ламою, але його лист було повернуто нерозкритим. У червні 1903 року в Тибет була відряджена дипломатична місія полковника Янгхазбенда. Тибетці затягували перемовини, а потім взагалі відмовились від них, та місія, пробувши в Камба-Дзонгу до листопада, ні з чим повернулась до Індії.

## Співвідношення сил
Британці вирішили відрядити в Тибет дипломатичну місію, яку очолював полковник Янгхазбенд. Супроводжував місію військовий загін на чолі з бригадним генералом Джеймсом Мак-Дональдом. До складу загону входили 23-й і 32-й піонерні та 8-й гуркхський полки, кулеметна команда Норфолкського полку та команда мадраських саперів, разом близько 3000 солдат. Окрім того в експедиції брали участь ще 7000 чоловік для постачання й інших допоміжних функцій. Згодом британці отримували підкріплення, довівши чисельність військ до 4600 солдат.
Тибетці мали переважно рушниці із трутовим замком, хоча були й більш сучасні. В тибетській армії було деяке число рушниць російського зразка. У битвах іноді використовувались малі гармати. Порох та олово виробляли на Тибеті та зберігались там у великій кількості. У британців були більш сучасні, точні й далекобійні рушниці, а також кулемети Максима, окрім того британці переважали тибетців у стратегічному сенсі, в результаті чого в битвах мали явну перевагу.
Бойовий дух тибетців був дуже високим, вони довіряли талісманам і замовлянням, які за їхніми віруваннями гарантували недоторканість від куль. Після першої битви, коли було вбито багато тибетців, солдатам пояснили, що британські кулі виготовлено із домішками срібла, а талісмани діють тільки на олов'яні кулі й потрібні нові. Однак після кількох поразок бойовий дух тибетців упав.

### Хід експедиції[1]

#### Просування в Тибет і зайняття Пагрі
Похід розпочався від Сілігурі, там поблизу залізничної станції базувались британські війська.
Загін, зосереджений в Сіккімі упродовж листопада, 1 грудня вступив у Тибет. Просування було раптовим. Війська подолали перевал Нату-Ла (4310 м), згрупувались та до 13 грудня спустились в долину Чумбі (2800 м). Жодного спротиву вони не зустріли, у кам'яній стіні, що перегороджувала ущелину, була відчинена невелика хвіртка, через яку пройшло все військо. Керівництво долини й маньчжурські чиновники спробували заборонити просування британців, пообіцявши негайно зв'язатись зі Лхасою та викликати компетентних осіб для перемовин, проте британці відмовились вести перемовини через відсутність відповідальних осіб високого рангу з тибетського боку. Тибетці заявили формальний протест, але з причини значної переваги війська були змушені підкоритись. Маньчжурські чиновники влаштували прийом для вищого британського офіцерства.
Головні сили загону залишились у долині Чумбі, а авангард у складі 4 рот і кулеметної команди висунувся на Пагрі-дзонг (4300 м). Пагрі, розміщуючись на плато після крутого підйому, був украй важливим у стратегічному сенсі. На шляху до перевалу було китайське укріплення у вузькому місці під високою скелею — якщо б там було організовано оборону, пробитись можна було тільки ціною дуже великих втрат. Однак війська було відведено та в загородженні залишено відчинену хвіртку.
В Пагрі делегація тибетців прохала загін повернутись, але місто було зайнято «з військових міркувань». Британці при цьому поводили себе коректно з місцевим населенням та сплачували за твердими тарифами послуги із постачання війська.
Між тим до Пагрі підійшли чиновники та вищі лами, настоятелі монастирів Дрепунг, Сера й Ганден та заборонили місцевому населенню постачати британців продовольством і пальним. Британське керівництво висунуло ультиматум тибетській владі. Тибетці, однак, почали відмовлятись вести перемовини до тих пір, поки британці не відведуть війська назад до кордону.
В Пагрі залишився невеликий передовий загін, а вся експедиція повернулась в Чумбі готуватись до серйозного походу. Знизу тягнули телеграфні дроти, військо підтримувало постійний зв'язок з Лондоном та дізнавалось звідти про свіжі новини. Люди частинами підняли підводи й зібрали вже на тибетському плоскогір'ї.

#### просування до Туни таГ'янцзе
З початку січня 1904 року від Пагрі військо почало перезосереджуватись до урочища Туна за перевалом Тангла (4580 м), на головне тибетське плато. В цьому положенні британські війська простояли до квітня 1904 року, влаштовуючи свої сполучення. За п'ять миль від Туни зосередилось тибетське військо, близько 2000 чоловік, яке намагалось заблокувати прохід до Г'янцзе.
До 30 березня весь загін зосередився поблизу Туни, а 31 березня він просунувся до Гуру (Gulusun, 26°05′20″ пн. ш. 89°16′37″ сх. д. / 26.08889° пн. ш. 89.27694° сх. д., 4512 м), де відбувся перший бій з тибетцями. Після невдалих перемовин британське військо довго маневрувало, потім в результаті інциденту тибетський генерал вихопив мушкет у сипая та вистрілив, це стало сигналом для тибетців до атаки. Британці швидко відреагували: офіцери почали відстрілюватись із рушниць, а черга з кулемета розсіяла тибетське військо. Бій тривав 10 хвилин, тибетські війська втратили 300 чоловік убитими, 200 пораненими та 200 полоненими. Загинув також лхаський генерал. У британців було лише 13 поранених. В селі у багатьох будинках було виявлено значні запаси пороху, які британці підірвали.
Рештки тибетського війська відійшли на північ. Британці почали просуватись далі 4 квітня.
9 квітня в ущелині на шляху до Г'янцзе відбулась друга битва. Тибетці перекрили прохід у вузькому місці та встановили гармати. Однак тибетці почали стріляти передчасно, коли британці трохи не дійшли до зони обстрілу. Останні відрядили загін сикхів обійти тибетців з пагорба. Почалась снігова буря та за умов відсутності видимості тибетці близько години обстрілювали з гармат пусте місце. За три години сикхи піднялись на пагорби й атакували тибетців, у той же час британці почали обстріл знизу. Тибетці втратили 150 чоловік убитими та змушені були відвести військо.

#### ВзяттяГ'янцзе, облога і штурм дзонгу

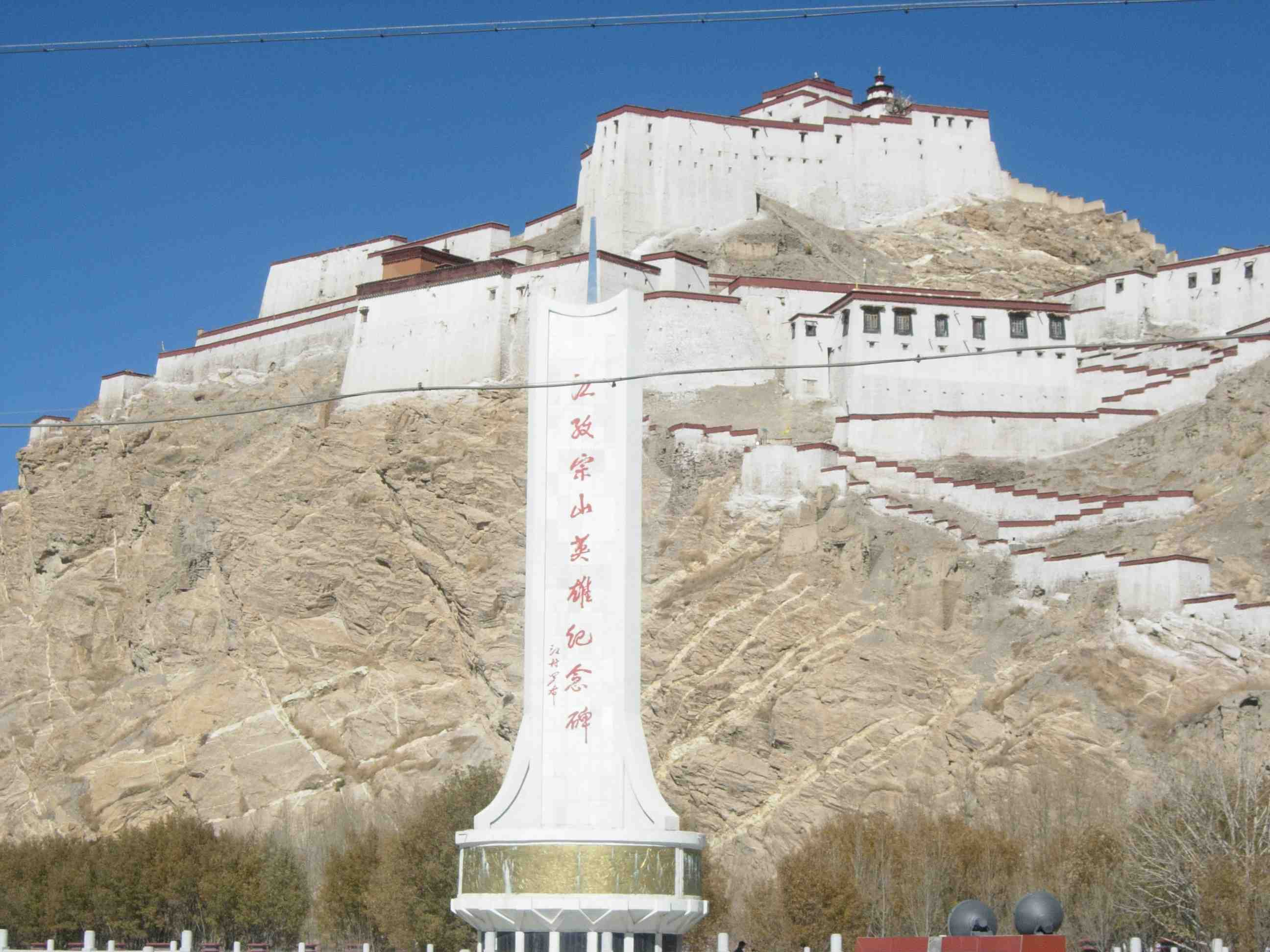
Дзонг Г'янцзе

Британський загін продовжував рух та підійшов до Г'янцзе. В місті не було військ, британці вільно розташувались, знищивши величезні запаси пороху й конфіскувавши повні сховища зерна. Дзонг було спеціально пошкоджено, а табір було організовано на незначному віддаленні від міста. Солдати за індійські рупії купували провіант і товари у місцевого населення за цінами, які у порівнянні з індійськими були дуже низькими.
Частина війська була відведена назад для організації тилового забезпечення. На початку травня більша частина загону з кулеметами просунулась вперед на перевал Каро-ла дорогою до Лхаси, де пізніше відбулась битва, важка, але успішна для британців. Перед світанком 4 травня тибетці раптом зібрали великі сили й оточили табір, відкривши вогонь з рушниць та гармати. Британцям допоміг швидко прокинутись і зібратись бойовий вигук, вони згрупувались та організували відсіч. У британців не було кулеметів, які було відведено на Каро-ла. Тибетці закріпились у дзонгу, який поспіхом відремонтували, з усіх боків до них підходило підкріплення, й вони вели регулярний, але дальній обстріл британського гарнізону. Британцям вдалось оповістити передовий загін, який невдовзі провернувся.
З того моменту почалась облога британського табору, що тривала два місяці. Тибетці сприймали ситуацію вже як війну, а не як дипломатичну місію під прикриттям військового загону. Нечисленні китайські чиновники намагались не вступати до явного конфлікту з британцями. Останні окопались за умов постійних обстрілів. За якийсь час тибетці встановили велику гармату, за якою британці спостерігали з біноклів та за тривогою ховались у сховищі перед кожним імовірним пострілом. Сутички стали регулярними, хоча втрати після битв і вилазок з боку тибетців були значними, британці також зазнавали втрат. Загін почав стягувати підкріплення, що збільшили його численність до 4600 чоловік.
Британці почали здійснювати зачистки сіл і монастирів навколо Г'янцзе, вибиваючи звідти збройні загони. Тибетці поступово зосереджували сили, довівши кількість солдат до 16000. 28 червня під сильним дощем було взято монастир Цечен за п'ять миль від Г'янцзе, який захищали 1200 тибетських солдат, зі значними втратами для останніх. Тибетці запрохали перемир'я. 30 червня був день припинення вогню, а 2 липня мирна делегація прибула до британців для перемовин. Посередником виступав Тонгса-пенлоп (майбутній король Бутану Уг'єн Вангчук), він листувався з Далай-ламою та зміг зіставити позиції обох сторін. З тибетського боку перемовини вели чотири міністри, прем'єр-міністр перебував у дорозі зі Лхаси. Британці визнали, що делегація не уповноважена ухвалювати рішення й висунули вимогу евакуювати дзонг за короткий час. Тибетці, попри поради Тонгса-пенлопа, оцінили британський загін як малочислений і вирішили посилювати дзонг і сподіватись на товщину стін.
7 липня британці почали штурм дзонгу. Стіни фортеці виявились міцнішими, ніж планувалось, фортецю було взято із більшими труднощами, ніж очікувалось. Незважаючи на запеклість битви, в якій тибетці палко захищались, британці зазнали малих втрат через ретельне планування операції генералом Мак-Дональдом.
Після битви жителі почали залишати місто, забираючи з собою все цінне, в бік Шигацзе, монастирі також почали евакуюватись. Британці намагались не припустити мародерства.

#### Просування до Лхаси

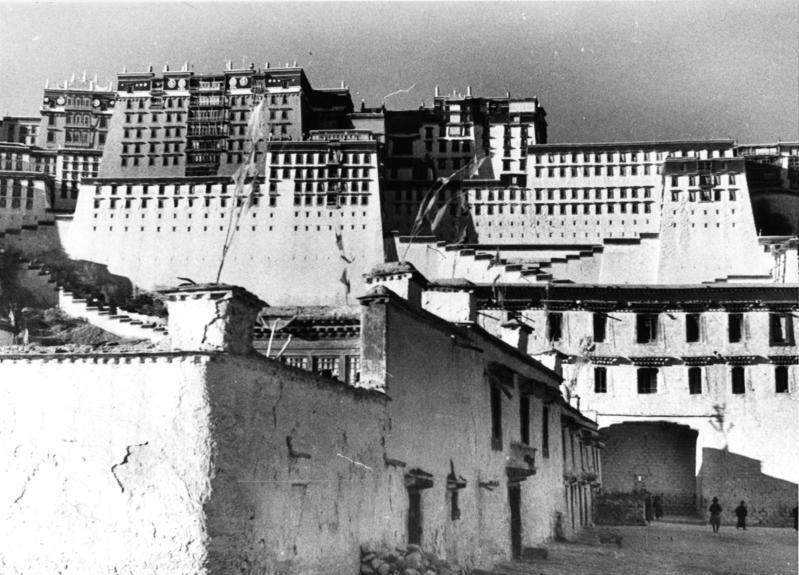
Палац Потала

Після цього загін відновив наступ, із боями просуваючись на північ. Серйозна битва відбулась на перевалі Каро-ла, який було взято за допомогою продуманого плану. Загинуло близько 300 тибетців, багато розбіглись, піднявшись високо в гори. Після цієї битви практично не було серйозних сутичок.
31 липня загін переправився поромами через Брахмапутру й 3 серпня підійшов до Лхаси, розбивши табір на північ від міста. Далай-лама втік до Монголії, тому Янгхазбенд став до перемовин з китайським резидентом (амбанем). Тибетські міністри прохали війська не вступати до Лхаси. Дипломатичний глухий кут було розв'язано за сприяння китайського уповноваженого міністра (амбаня), який 4 серпня запросив місію на свою резиденцію. Місія в супроводі невеликого загону та почесного китайського ескорту пройшла містом до палацу амбаня.
Близько місяця тривала підготовка до укладання угоди. За відсутності Далай-лами перемовини велись із Ті-Рімпоче (регентом і вищим міністром). За клопотанням маньчжурського амбаня вищим офіцерам дозволили (без зброї) відвідати найбільші палаци та храми Лхаси, в тому числі Джокханг і Поталу.
При сприяння амбаня й посередництва Тонгса-пенлопа британська місія змогла схилити тибетську владу до підписання 7 вересня мирної угоди.

## Лхаська угода
Суть укладеного договору зводилась до такого:
- Тибетці визнавали британо-китайську угоду 1890 року про кордон між Сіккімом і Тибетом
- Тибетці зобов'язались виконувати умови британо-китайської угоди 1893 року; забезпечувалась свобода індо-тибетської торгівлі
- Тибет сплачував контрибуцію 7,5 млн рупій упродовж 75 років
- Для забезпечення цієї плати британці тимчасово займали долину Чумбі

## Наслідки
Факт британської агресії мав негативні наслідки для тибетської самосвідомості й подальшого політичного існування. Агресія британців призвела до активізації імперії Цин, що остерігалась британців і росіян. Намагаючись створити враження про свій контроль над регіоном, 1906 року британці організували ще одну мирну місію в Тибет. 1907 року російсько-британські відносини до Тибету були врегульовані англо-російською угодою, за якою обидві сторони визнавали суверенітет імперії Цин над Тибетом. Надалі це заклало основи претензій Китаю на панування над Тибетом, оскільки Китайська Республіка безпідставно претендувала на всю «спадщину» маньчжурської імперії Цин, що не була Китаєм.
1910 року Тибет окупували війська імперії Цин. Це спричинило втечу Далай-лами в Індію під захист британців. Цинські війська були змушені залишити регіон 1913 року через початок революції в імперії Цин, і Далай-лама проголосив незалежність Тибету.
Після відходу британців з Індії, користуючись посиленням СРСР після Другої світової війни та завдяки військово-технічній і політичній підтримці, наданій КНР з боку СРСР, китайська влада здійснила послідовні кроки щодо ліквідації незалежності Тибету, починаючи зі збройної окупації 1951 року під назвою «мирне визволення Тибету», маючи на увазі «визволення» від «міжнародного імперіалізму».